# John Smyth
John Smyth, född omkring 1570, död 1612 (begraven i Nieuwe Kerk i Amsterdam), var en engelsk nonkonformist (baptist).
Smyth graduerades i Cambridge och blev predikant i Lincoln, men drogs till puritanismen och avsattes 1602. Genom den betydande Francis Johnson, vid sidan av Barrowe upphovsman till den moderna frikyrkorörelsen, fördes Smyth 1606 till separatism från engelska kyrkan. I Gainsborough  organiserade han en kongregationalistisk frikyrka. På grund av inre splittringar utvandrade den 1608 till Amsterdam. Där skrev Smyth bland annat 1608 boken The differences of the churches of the separation, som ger god belysning över frikyrkorörelsens uppkomst. Själv avvek Smyth redan då från Barrowe-Johnsons frikyrka; och när han samma år blev övertygad om, att barndop inte förekommit i fornkyrkan, drog han slutsatsen, efter forskande i skrifterna, att han såväl som andra bör troendedöpas. Enligt bruket i en redan existerande engelsk baptistförsamling i Kampen i Holland (den första historiskt kända) döpte han sig själv och döpte därpå sina följeslagare i december 1608 eller januari 1609. Så uppstod begynnelsen till den nuvarande generalbaptismen. Smyth drogs nämligen till arminianismen, som färgade generalbaptismens åskådning i motsats till den rent kalvinska partikularbaptismen.